# سارا مانینن
سارا مانینن (انگلیسی: Sarah Manninen؛ زادهٔ ۶ نوامبر ۱۹۷۶) هنرپیشه فنلاندی‌تبارِ اهل کانادا است. وی از سال ۱۹۹۹ میلادی تاکنون مشغول فعالیت بوده‌است.
از فیلم‌ها یا برنامه‌های تلویزیونی که وی در آن نقش داشته‌است می‌توان به جدایی، شاهزاده و من، جن‌زده، ماجراهای مرداک و شیرین اشاره کرد.